# Fellowship (medicina)
Fellowship en el ámbito de la medicina de los países de habla inglesa, es una acepción que se utiliza para denotar al periodo variable de entrenamiento  (que regularmente, mas no limitativamente, va desde los 12 a los 24 meses) en el que un médico con grado de especialidad (el cual ya ha concluido su residencia médica o proceso formativo reconocido en el sistema educativo que otorgue el grado de especialidad) realiza una formación adicional en cierta área de la medicina para súper-especializarse ( subespecializarse) en un conocimiento teórico o procedimental específico. Al finalizar dicho periodo de adiestramiento, deberán acreditar de forma satisfactoria el examen denominado speciality board examination (o la forma de evaluación que requiera la entidad que proporciona el aval al diploma), tras el cual podrán ostentar su fellowship en dicha área. Su concesión representa un alto mérito académico al tratarse de un postgrado.

Proviene de la voz fellow que se puede traducir como compañero o colega; O fellowship training, que se traduce como becas de formación.

Se trata de un profesional versado en temas médico quirúrgicos el cual se integra de forma temporal a un equipo más experimentado en cierto campo de la medicina, con el objeto de obtener e instruirse en nuevos conocimientos teórico prácticos bajo la mentoría de colegas expertos. 
En Estados Unidos y países de Europa es común encontrar ofertados diversos fellowship clínicos y quirúrgicos.

Su traducción conceptual al español es algo compleja, en México resulta más idóneo referirse a este con el nombre de subespecialidad.